# 오코노기 히코사부로
오코노기 히코사부로(일본어: 小此木 彦三郎, 1928년 1월 26일~1991년 11월 4일)는 8선 중의원 의원을 지낸 일본의 정치인이다.

## 생애
1928년 1월 26일에 가나가와현 요코하마시에서 태어났다. 1945년 5월에 도쿄 대공습으로 어머니와 여동생을 잃었다. 가나가와현립 제일 중학교를 거쳐 1952년에 와세다 대학 문학부 철학과를 졸업했다. 이후 아버지의 교육 방침을 따라 간사이에서 일하다가 1953년에 아버지가 사망하자 가업인 목재상을 물려받았다.
1963년에 요코하마시의회 의원 선거에 출마해 1등으로 당선되었다. 이후 인구 증가 문제와 도시 정비 문제에 관여했다. 1969년에는 총선에 자유민주당 공천을 받고 출마해 당선됐다. 1972년 12월에 가나가와현 사회복지사업비로 100만 엔을 기부하여 1973년 9월에 감수포장을 수훈했다.
자민당 내에서 소속 파벌은 정책과학연구소. 운수정무차관, 외무정무차관, 중의원 운수위원장, 자민당 국회대책위원장 등을 거쳐 1983년 12월에 출범한 제2차 나카소네 내각에서 통산상에 취임해 처음 입각했다. 통산상으로서 자유 무역의 확대를 강하게 주장하며 미국, 캐나다, 유럽과의 무역장관회의에 출석해 보호주의를 억제하고 무역장벽을 철폐하는 데 앞장섰다. 또한 중소기업 활성화를 위핸 투자 감세를 확립하고 소비자 보호를 충실히 하기 위해 「할부판매법」 개정을 추진했으며 테크노폴리지 지정 등을 통해 지방 산업 육성에 힘썼다.
1988년 12월에 다케시타 내각 (개조)이 발족하자 건설상으로 입각했다. 이 무렵 다른 나라와의 건설 마찰이 본격화하고 있었는데 일본의 건설 시장에 다른 나라의 공공사업 참여를 추진하고 양호한 도시정비환경 형성을 위해 주택개발을 추진했다. 건설상에서 물러난 뒤에는 중의원 의원운영위원장을 지냈다. 국대위원장과 의운위원장을 지내면서 야당과의 인맥을 넓혀 나갔다.
1991년에 소선거구 비례대표 병립제 도입을 골자로 한 정치 개혁 관련 3법안을 심의하는 중의원 정치개혁특별위원회에서 위원장을 맡아 9월 30일에 폐안을 결정했다. 이는 중선거구제 폐지에 소극적이던 자민당 국대위원장 가지야마 세이로쿠의 의향을 따른 것으로 알려져 있다.
같은 해 10월 29일에 중의원 제2의원회관 7층에 있는 가지야마의 사무소를 찾았으나 가지야마가 부재중이었기에 5층에 있던 자신의 사무소로 돌아가려다가 계단에서 추락했다. 머리를 크게 부딪쳐 급성 거미막밑출혈과 뇌좌상으로 입원했다. 그리고 11월 4일에 급성 콩팥 손상으로 도쿄도 미나토구의 도쿄 지케이카이 의과대학 부속병원에서 사망했다. 향년 63세. 사후에 훈1등 욱일대수장이 추증됐고 정3위에 추서됐다.

## 가족 관계
아버지인 오코노기 우타지는 실업가 출신의 초선 중의원 의원을 지냈으며 3남 오코노기 하치로는 8선 중의원 의원을 지냈다.

## 역대 선거 기록
|  | 0% |

|  | 0% |

|  | 16% |

|  | 12.8% |

|  | 17.4% |

|  | 18.9% |

|  | 24.2% |

|  | 22.7% |

|  | 26.36% |

|  | 16.94% |

| 전임 우노 소스케 | 제43대 통상산업대신 1983년 12월 27일~1984년 11월 1일 | 후임 무라타 게이지로 |

| 전임 오치 이헤이 | 제52대 건설대신 1988년 12월 27일~1989년 6월 2일 | 후임 노다 다케시 |